# 麥氏小油鯰
麥氏小油鯰，為輻鰭魚綱鯰形目鼬鯰科的其中一種，為熱帶淡水魚，分布於南美洲法屬圭亞那、蘇利南及蓋亞那淡水流域，體長可達11公分，棲息在底層水域，生活習性不明。

## 扩展阅读
維基物種上的相關：麥氏小油鯰